# رواز لاشخی
رواز لاشخی (به گرجی: რევაზ ლაშხი) (به انگلیسی: Revaz Lashkhi) زاده ۲۶ مه ۱۹۸۸ بورجومی گرجستان، کشتی گیر فرنگی کشور گرجستان است که در بازی‌های المپیک تابستانی ۲۰۱۲ حضور داشته‌است. او در فینال المپیک ۲۰۱۲ لندن مغلوب امید نوروزی از ایران شد و مدال نقره را برگردن آویخت.